# Gouffern en Auge
Gouffern en Auge is een gemeente in het Franse departement Orne (regio Normandië). De plaats maakt deel uit van het arrondissement Argentan. Gouffern en Auge is op 1 januari 2017 ontstaan door de fusie van de gemeenten Aubry-en-Exmes, Avernes-sous-Exmes, Le Bourg-Saint-Léonard, Chambois, La Cochère, Courménil, Exmes, Fel, Omméel, Saint-Pierre-la-Rivière, Silly-en-Gouffern, Survie, Urou-et-Crennes en Villebadin. De gemeente telde 3.644 inwoners op 1 januari 2022.

## Geografie
De oppervlakte van Gouffern en Auge bedroeg op 1 januari 2022 165,79 vierkante kilometer; de bevolkingsdichtheid was toen 22 inwoners per km².

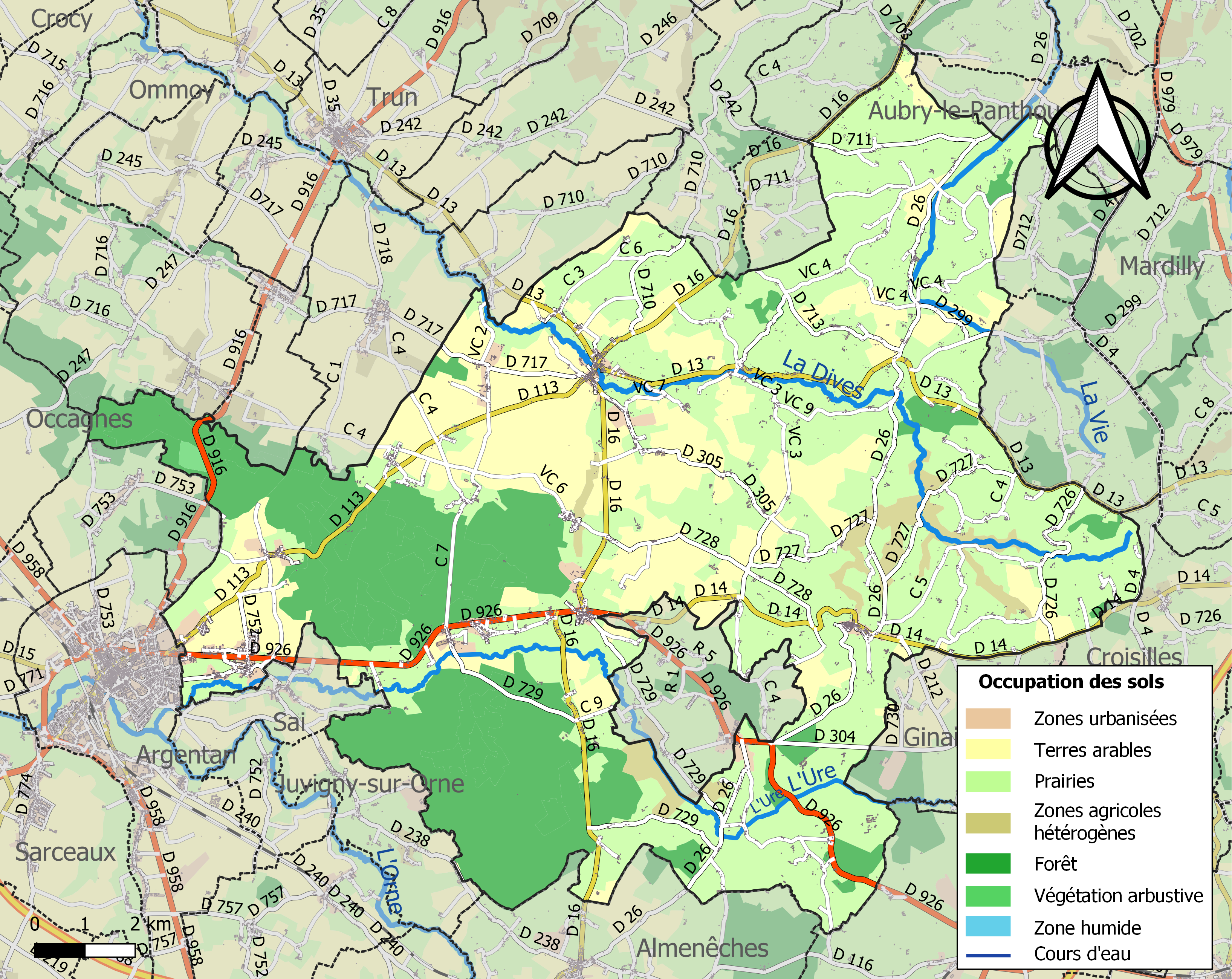
Kaart van de gemeente met belangrijkste infrastructuur, bodemgebruik en omliggende gemeenten